# پرو
پِرو (به اسپانیایی: Perú) به‌طور رسمی جمهوری پرو کشوری در غرب آمریکای جنوبی است. این کشور از شمال با اکوادور و کلمبیا، از شرق با برزیل، از جنوب‌شرقی با بولیوی، از جنوب با شیلی و از جنوب و غرب با اقیانوس آرام هم‌مرز است. پرو یک کشور کلان‌زیست‌متنوع است و زیست‌بوم‌های آن از دشت‌های خشک ساحلی در غرب تا قله‌های کوه‌های آند که از شمال تا جنوب‌شرقی کشور کشیده شده‌اند و حوضهٔ آمازون و رود آمازون در شرق را دربر می‌گیرد. پرو بیش از ۳۲ میلیون نفر جمعیت دارد و پایتخت و بزرگ‌ترین شهر آن لیما است. با وسعت ۱٬۲۸۵٬۲۱۶ کیلومتر مربع (۴۹۶٬۲۲۵ مایل مربع)، پرو نوزدهمین کشور بزرگ جهان و سومین کشور بزرگ آمریکای جنوبی است.
سرزمین پرو در دوره‌های باستان و میانه میزبان چندین فرهنگ بود و یکی از طولانی‌ترین تاریخ‌های تمدنی جهان را دارد که میراث آن به تمدن نورته چیکو در هزارهٔ دهم پیش از میلاد، نخستین تمدن قارهٔ آمریکا و یکی از گهواره‌های تمدن، بازمی‌گردد. فرهنگ‌ها و تمدن‌های برجستهٔ بعدی شامل تمدن نازکا، امپراتوری‌های واری و تیاهواناکو، پادشاهی کوسکو و امپراتوری اینکا بودند که بزرگ‌ترین دولت شناخته‌شدهٔ پیشاکلمبی در قارهٔ آمریکا به‌شمار می‌رفت. امپراتوری اسپانیا در سدهٔ شانزدهم این منطقه را فتح کرد و کارل پنجم نایب‌الملک‌نشین پرو را با پایتختی لیما و عنوان رسمی «پادشاهی پرو» در بیشتر سرزمین‌های آمریکای جنوبی خود تأسیس کرد. آموزش عالی در قارهٔ آمریکا با تأسیس رسمی دانشگاه ملی سن مارکوس در لیما در سال ۱۵۵۱ آغاز شد.
پرو در ۱۸۲۱ رسماً استقلال خود را از اسپانیا اعلام کرد و پس از کارزارهای نظامی برناردو اوهیگینس، خوزه د سن مارتین و سیمون بولیوار و همچنین نبرد آیاکوچو استقلال خود را در ۱۸۲۴ تکمیل کرد. این کشور در سال‌های پس از استقلال با بی‌ثباتی سیاسی مواجه شد تا اینکه در پی بهره‌برداری از کود مرغی دوران ثبات نسبی اقتصادی و سیاسی آغاز شد که با جنگ اقیانوس آرام (۱۸۷۹–۱۸۸۴) پایان یافت. در قرن بیستم پرو با بی‌ثباتی سیاسی و اجتماعی، از جمله درگیری داخلی میان دولت و گروه‌های چریکی دست‌وپنجه نرم کرد که با دوره‌های رشد اقتصادی همراه بود. اجرای طرح سبز در دههٔ ۱۹۹۰ پرو را تحت حاکمیت اقتدارگرایانهٔ آلبرتو فوجیموری و ولادیمیرو مونتسینوس به سوی نئولیبرالیسم سوق داد و فوجیموریسم تأثیری ماندگار بر حاکمیت کشور برجای گذاشت که تا امروز نیز ادامه دارد. دههٔ ۲۰۰۰ شاهد گسترش اقتصادی و کاهش فقر بود اما دههٔ بعدی آسیب‌پذیری‌های اجتماعی و سیاسی دیرینه را آشکار کرد که با بحران سیاسی ناشی از کنگره و همه‌گیری کووید-۱۹ و سپس اعتراضات ۲۰۲۲ تشدید شد.
کشور مستقل پرو یک جمهوری نمایندگی دموکراتیک است که به ۲۵ منطقه تقسیم می‌شود. فعالیت‌های اصلی اقتصادی آن شامل معدن‌کاری، تولید، کشاورزی و ماهی‌گیری است و بخش‌های نوظهوری مانند ارتباطات دور و زیست‌فناوری نیز در حال رشدند. این کشور بخشی از گروه پوماهای اقیانوس آرام است، گروهی سیاسی‌-اقتصادی از کشورهای ساحل اقیانوس آرام آمریکای لاتین که روندهای مشترک رشد مثبت، بنیان‌های کلان‌اقتصادی پایدار، بهبود حکمرانی و گشودگی به ادغام جهانی را به اشتراک می‌گذارند. پرو از نظر آزادی اجتماعی رتبهٔ بالایی دارد و عضو فعال سازمان همکاری‌های اقتصادی آسیا–پاسفیک، ائتلاف اقیانوس آرام، توافق‌نامهٔ جامع و پیشرو برای مشارکت ترانس–پاسیفیک و سازمان تجارت جهانی است و به‌عنوان یک قدرت متوسط شناخته می‌شود.
جمعیت پرو شامل مستیسوها، آمریندیایی‌ها، اروپایی‌ها، آفریقایی‌ها و آسیایی‌هاست. زبان اصلی اسپانیایی است، هرچند شمار قابل‌توجهی از پرویی‌ها به زبان‌های کچوا، آیمارا یا دیگر زبان‌های بومی سخن می‌گویند. این ترکیب سنت‌های فرهنگی به تنوع گسترده‌ای در زمینه‌هایی مانند هنر، آشپزی، ادبیات و موسیقی انجامیده است. پرو اخیراً به‌خاطر آشپزی پرجنب‌وجوش خود که آمیزه‌ای از تأثیرات بومی، اسپانیایی، آفریقایی و آسیایی است، شهرت جهانی یافته است. لیما اکنون به‌عنوان یکی از پایتخت‌های آشپزی جهان شناخته می‌شود و میزبان رستوران‌های برندهٔ جایزه‌ای چون سنترال و مایدو است.

## تاریخ

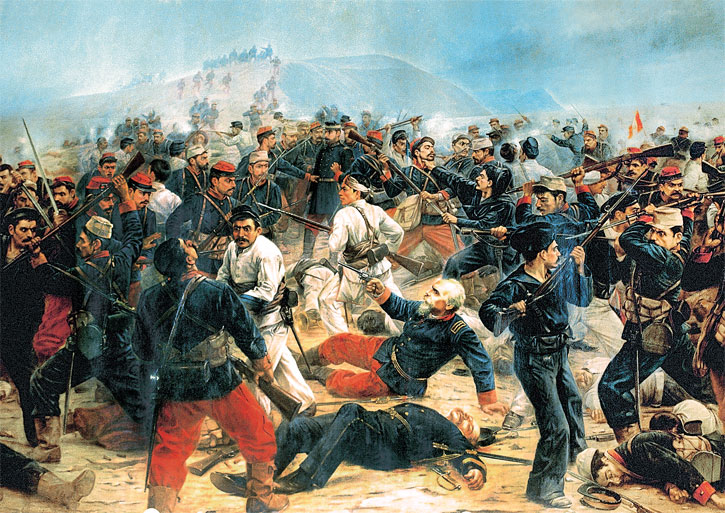
جنگ پرو و شیلی (۱۸۷۹–۱۸۸۳)

از معروفترین دوره‌های تاریخی در پرو، امپراتوری اینکاها پیش از ورود اسپانیایی‌ها به این کشور را می‌توان نام برد. نخستین اسپانیایی‌ها در سدهٔ ۱۶ میلادی وارد این کشور شدند و این سرزمین به مستعمرهٔ اسپانیا تبدیل گشت. پرو استقلال خود از اسپانیا را در روز ۲۸ ژوئیه سال ۱۸۲۱ میلادی اعلام کرد.
بیشتر مردم منطقه کوهستانی پرو سرخپوست یا نیمه‌سرخپوست‌اند. زمانی که کریستوف کلمب به بَرّ جدید رسید، امپراتوری بزرگی از سرخپوستان در آمریکای جنوبی وجود داشت. این سرخپوستان اینکاها بودند و پایتخت امپراتوری آنان کوسکو بود که امروزه یکی از شهرهای پرو است. این شهر در قلب منطقه کوهستانی پرو قرار دارد. در این منطقه هوای روزها بسیار گرم است و فاصله کمی تا خط استوا دارد و چندین ساعت در روز آفتاب سوزان بر آن می‌تابد. سرخپوستان امروزی منطقه کوهستانی هنوز هم مانند نیاکان اینکای خود زندگی می‌کنند. کشاورزان سرخ‌پوست گندم، جو، سیب زمینی و نوعی ذرت به عمل می‌آورند. برخی از روستاهای آنان در این منطقه کوهستانی مرتفع‌ترین روستاهای جهان به‌شمار می‌آیند و شاید کلبه بعضی از چوپانان این منطقه هم مرتفع‌ترین کلبه‌های سراسر جهان باشد.
پس از اینکاها کلیسایی نیز در شهر کوسکو ساخته شد که دو چیز تماشایی دارد: یکی محراب تمام‌نقره‌ای کلیسا و یکی اژدهایی که یک‌پارچه از زمرد ساخته شده است.

## جغرافیا

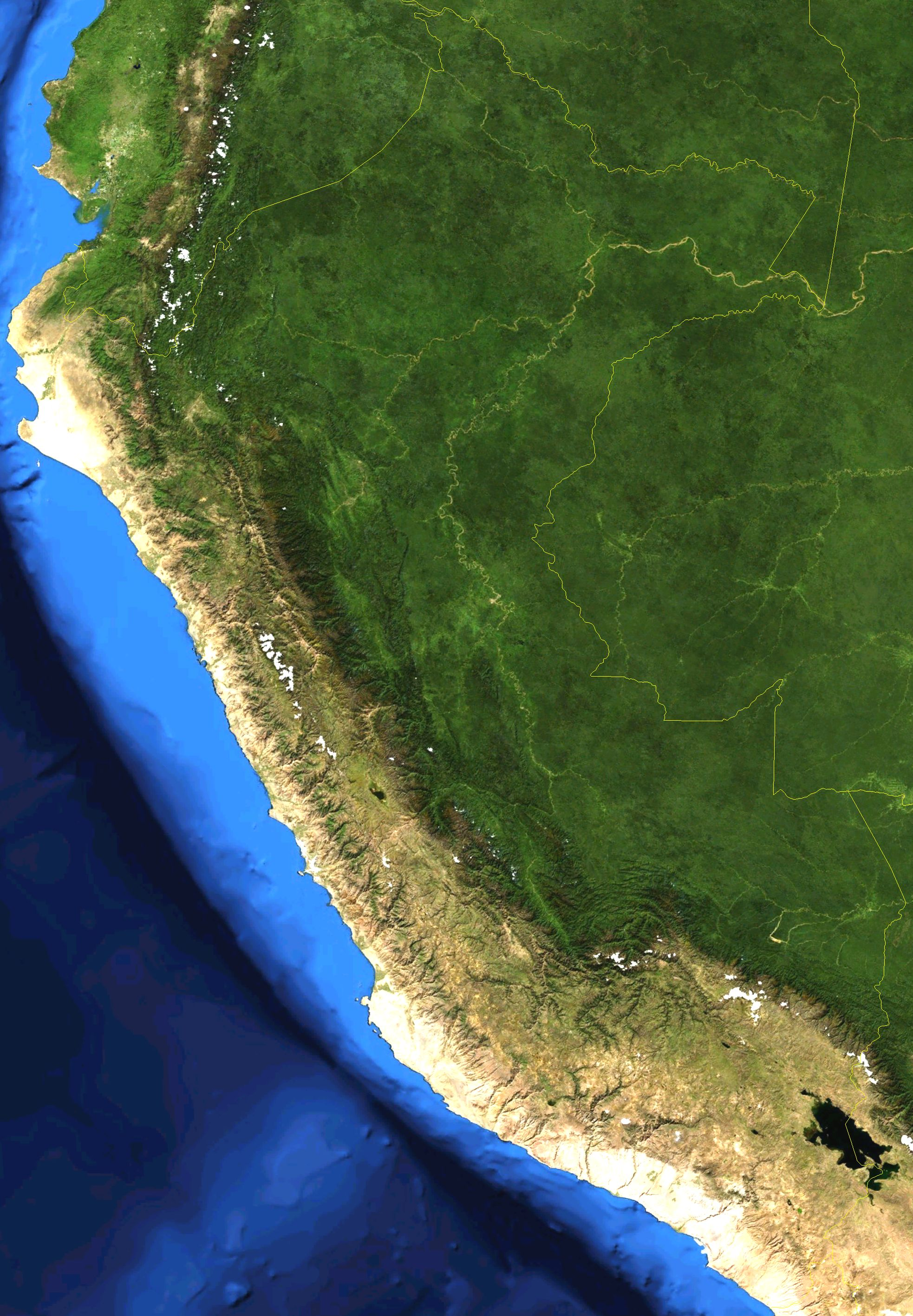
تصویر ماهواره‌ای از پرو

پرو با مساحتی بالغ بر ۱٬۲۸۵٬۲۱۶ کیلومتر مربع (پس از مغولستان) بیستمین کشور جهان از لحاظ وسعت می‌باشد. پرو در غرب قاره آمریکای جنوبی و در کنار اقیانوس آرام واقع شده است.
قلمرو پرو با کشورهای اکوادور و کلمبیا از شمال، برزیل و بولیوی از شرق، و بالاخره شیلی و بولیوی از جنوب هم‌مرز است. از سمت غرب در کنار اقیانوس آرام واقع شده است. دارای جمعیتی بیش از ۳۲٫۹ میلیون نفر بوده که به زبان اسپانیایی تکلم می‌کنند، و دیگر مردم دوزبانه به زبان‌های کچوآ یا آیمارا و دیگر زبان‌های بومی صحبت می‌کنند.
کوه‌های آند از شمال به جنوب پرو امتداد دارد و این کشور را به سه بخش تقسیم می‌کند: یکی منطقه کوهستانی که دره‌های پرآفتاب و مرتفع و قله‌هایی به ارتفاع بیش از ۶۰۰۰ متر دارد. منطقه دوم منطقه بیابانی باریک و پست‌بوم است بین کوه‌ها و اقیانوس آرام. منطقه سوم در شرق ناحیه کوهستانی قرار دارد و منطقه‌ای پست‌بوم و مرطوب و بسیار گرم. تا دوران اخیر مسافرت با قطار یا خودرو از ناحیه غربی و شرقی رشته کوه آند به هیچ قسمت از ناحیه کوهستانی ممکن نبود. مسافرت از یک منطقه به منطقه دیگر این کشور همواره به‌طور کلی دشوار بود.

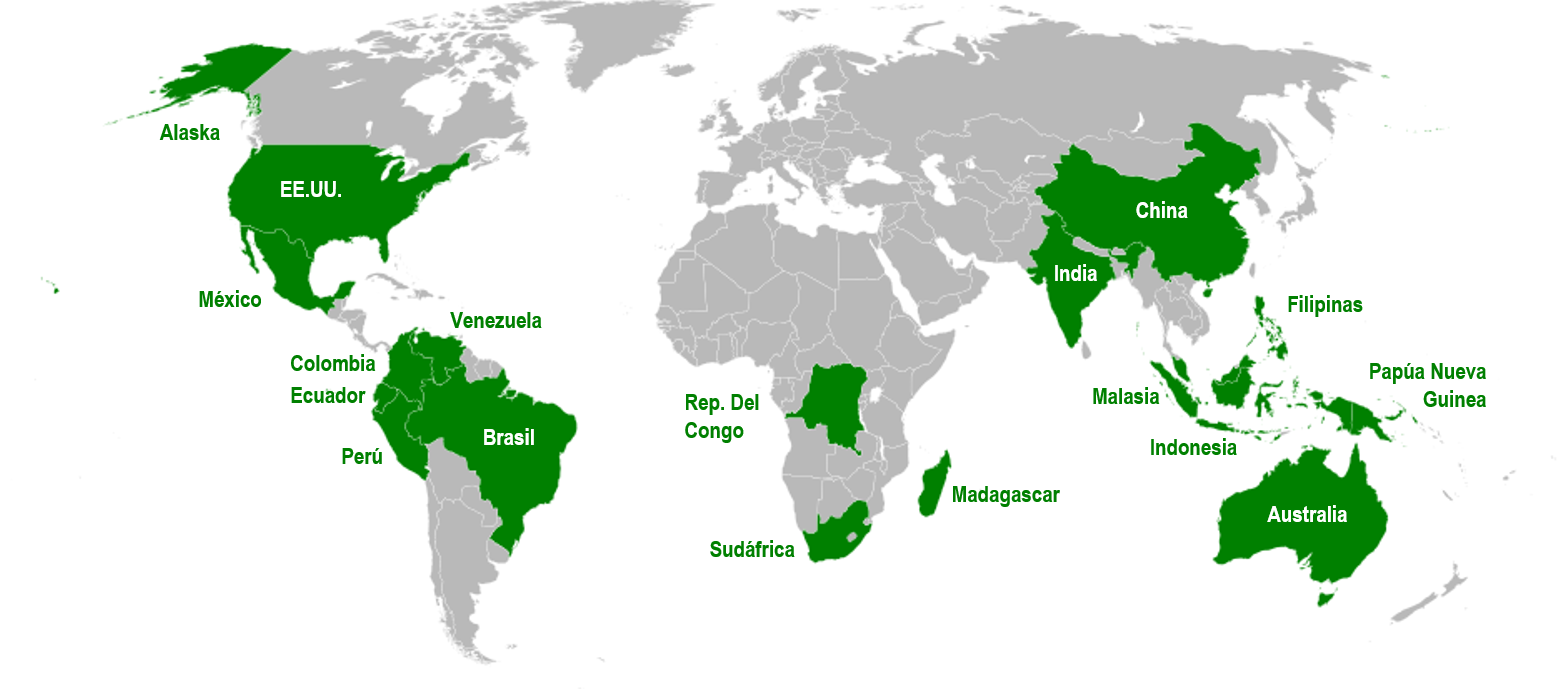
پرو جزو کشورهای دارای تنوع زیستی کلان

شرق پرو عمدتاً شامل جنگل‌های مرطوب گرمسیری از جنگل بارانی آمازون، که بزرگ‌ترین در نوع خود است، تشکیل می‌شود. در جنوب شرق در امتداد مرزش با بولیوی، دریاچه تیتیکاکا؛ مرتفعترین دریاچه قابل کشتیرانی جهان قرار دارد. جلگه آلتیپلانو یک خور خشک شده است که در دامنه‌های کوه‌های آند در جنوب شرقی پرو واقع است. در امتداد مرز آن با شیلی، کویر آتاکاما، خشکترین مکان روی سیاره زمین است.
اقیانوس آرام، در مقابل پرو، زیستگاه مقدار فراوان و متنوعی از آبزیان می‌باشد. صحرای سچورا در ساحل شمال غربی پرو در امتداد نوار ساحلی اقیانوس آرام واقع شده است.
رودخانه‌های اصلی پرو شامل اوکایالی، رود مارانیون، رود آمازون، (که از جریان مشترک رودهای مارانیون و اوکایالی به وجود آمده)، پوتومایو، پاستازا، رود ناپو، جوروا، و پوروس می‌باشد.

## شهرها
مراکز اصلی شهری به این شرحند:
- لیما (۸٬۸۵۲٬۰۰۰ نفر)
- آرکیپا(۹۸۰٬۰۰۰ نفر)
- تروخیو (۹۳۰٬۰۰۰ نفر)
- چیکلایو(۸۰۰٬۰۰۰ نفر)
- کالائو (بزرگ‌ترین بندر پرو)

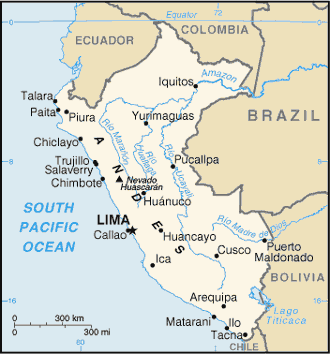
نقشه پرو

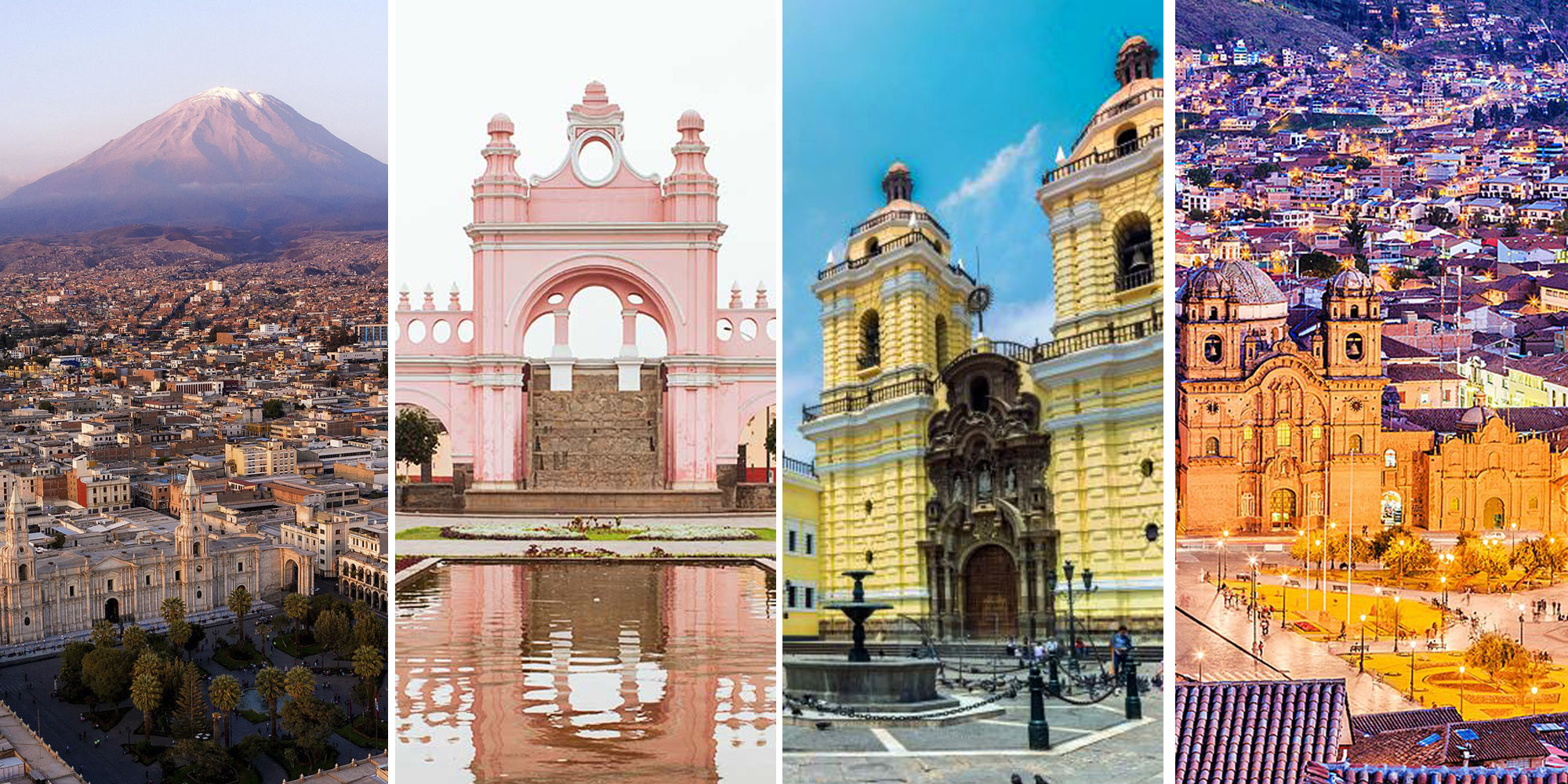
شهرهای مشهور در پرو

- کوسکو (مرکز جدید امپراتوری باستانی اینکا)
- پیورا
- تاکنا
- ایکا
- پونو
- چیمبوته
- اوآنکایو
- وآنچو
- کاخامارکا
- پوکالپا
- ایکیتوس
- یوریماگواس
- تاراپوتو
- مویوبامبا

## سیاست

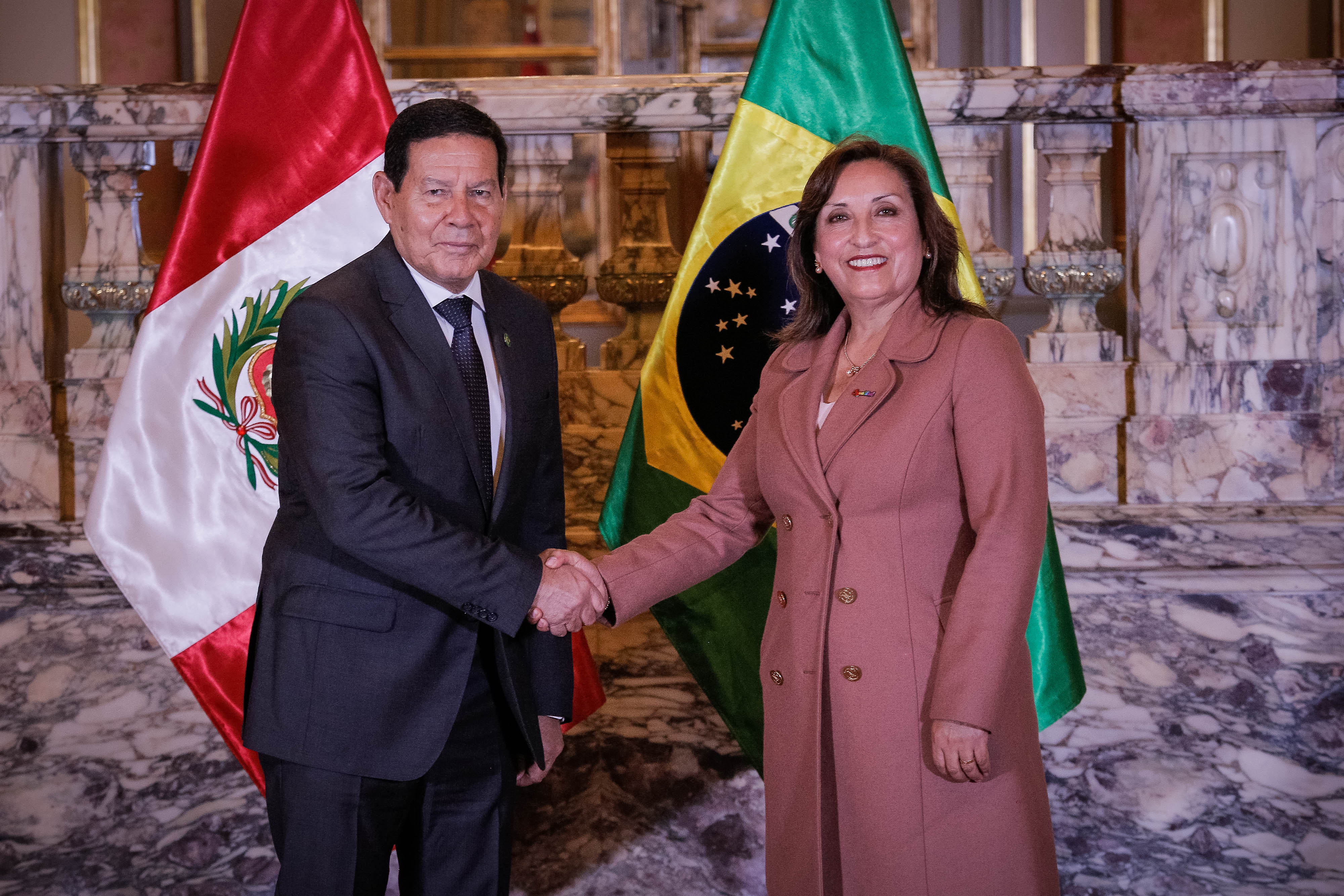
دینا بولوارته رئیس‌جمهور پرو و آنتونیو مورائو معاون رئیس‌جمهور برزیل

سیاست‌های سابق پرو در یک چارچوب نظام ریاست جمهوری و دموکراتیک پارلمانی قرار گرفته است، که از طریق آن رئیس‌جمهور پرو هم به عنوان رئیس کشور و هم رئیس دولت، و هم در یک نظام چندحزبی جمع‌گرا قرار می‌گیرد. قدرت اجرائی نیز در اختیار دولت است. قدرت قانونگذاری بین هردو بخش دولت و کنگره تقسیم می‌شود. قوه قضائیه از دو قوه مجریه و مقننه مستقل به‌شمار می‌آید.
مارتین ویسکارا، رئیس‌جمهور پرو است. در اسفند ۹۷ در پی کاهش محبوبیت او، سزار ویلانوا، نخست‌وزیر این کشور استعفا داد. چند دوره پیش از او، آلن گارسیا برای دو دوره رئیس‌جمهور پرو بود. او چند دهه رهبر حزب اتحاد انقلابی مردمی آمریکا (آپریستا) در پرو و نخستین شخصی بود که از این حزب به مقام ریاست جمهوری رسید. او در میان سال‌های ۱۹۸۵ تا ۱۹۹۰ به عنوان یک ملی‌گرا رئیس‌جمهور شد و سپس با تغییر موضع خود به عنوان حامی نظام بازار آزاد دوباره در سال ۲۰۰۶ برای یک دوره پنج ساله به ریاست جمهوری رسید. گارسیا در پرونده فساد مالی مربوط به شرکت ساختمانی برزیلی «اودبرشت» تحت پیگرد قرار گرفت و به این خاطر خودکشی کرد.

## اقتصاد

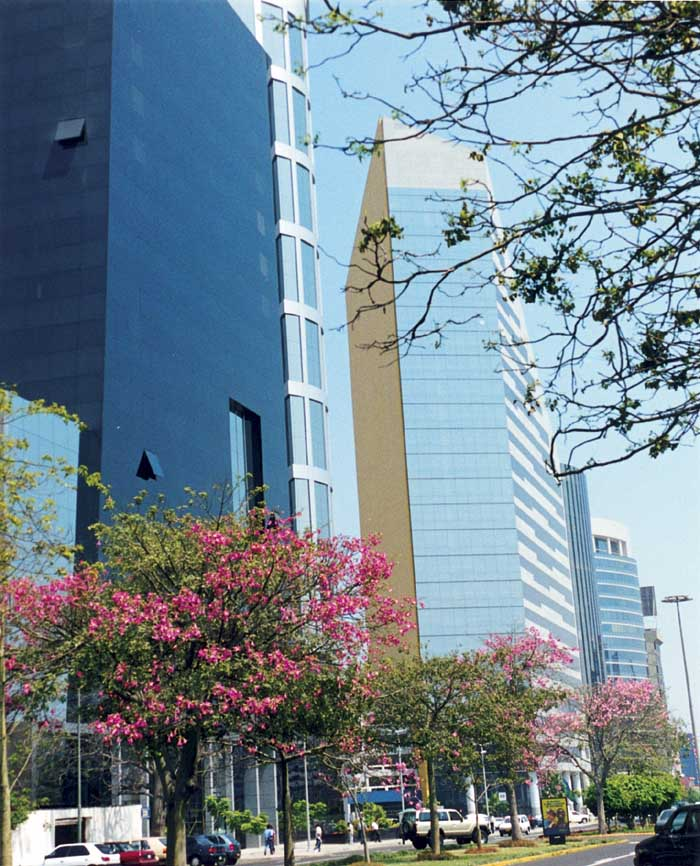
ساختمانی در بخش سن ایسدیرو، بزرگ‌ترین بخش اقتصادی شهر لیما

از سال ۱۹۹۰ به بعد، اقتصاد پرو متحمل اصلاحات چشمگیر بازار آزاد شده است، از قانونی کردن بخش غیررسمی تا خصوصی‌سازی عمده در استخراج معادن، الکتریسیته/ نیرو، و صنایع مخابرات. به کمک سرمایه‌گذاری خارجی و همکاری بین دولت سابق فوجی موری، صندوق بین‌المللی پول، و بانک جهانی، رشد اقتصادی در سال‌های ۹۷|۱۹۹۷؛ و – ۱۹۹۴ سرعت یافته و تورم پایین نگهداشته شد.
هنوز، برخی می‌گویند که اصلاحات پرو منجر به پیشرفت پایدار اقتصادی نشده است. برطبق گزارش مرکز تحقیق اقتصاد و برنامه، سازمان پژوهشی واقع در آمریکا، " درآمد به ازای هر فرد در پرو- اساسی‌ترین معیار اقتصادی استانداردهای زندگی- فعلاً در حدود میزان ۲۵ سال پیش قرار دارد. این یک شکست چشمگیر بلندمدت اقتصادی است.
 بایگانی‌شده  در ۲۱ سپتامبر ۲۰۰۶ توسط Wayback Machine
در سال ۱۹۹۸، تأثیر پدیده ال نینو بر کشاورزی، بحران اقتصادی در آسیا، بی‌ثباتی در بازارهای برزیل رشد را متوقف ساخت. سال ۱۹۹۹، با وجود پیامد ال نینو و بحران مالی آسیا که تأثیر منفی بر اقتصاد بازار گذاشت، سال بی‌برکتی برای پرو بود. لیما کوشید تا مذاکرات برای تسهیلات مالی گسترده با صندوق بین‌المللی پول در ژوئن ۱۹۹۹ تکمیل نماید، اما این کار نتیجتاً به ناچار به مذاکره دوباره پیرامون اهداف آن انجامید. فشار بر هزینه سازی در یک روند صعودی با انتخابات سال ۲۰۰۰ رشد کرد.
رشد تا سال ۲۰۰۵ از طریق ساخت و ساز، سرمایه‌گذاری، تقاضای داخلی و صادرات تحقق یافته است. اقتصاد پرو به یکی از آزادترین اقتصادهای بازار در آمریکای لاتین تبدیل شده است. صنایع نفت خام، گاز طبیعی و نیروی این کشور انتظار می‌رود در اثر گردش داخلی و خارجی بالای سرمایه در بخش‌های جهانگردی، کشاورزی، معادن و ساختمان افزایش یابد.
در آوریل۲۰۰۶، پرو یک توافقنامه تجاری با آمریکا (تحت عنوان توافقنامه ارتقاء تجاری پرو) امضاء نمود، در حالی که پرو اولین کشوردر جامعه کشورهای حوزه آند مجمع ملل آند| کامیونیداد آندینا دناسیونز، مجمع کشورهای آند| CAN بود که این قرارداد را امضاء می‌نمود. در آوریل۲۰۰۶، آمریکا و پرو توافقنامه تجاری امضاء می‌کنند:  بایگانی‌شده  در ۶ مه ۲۰۰۹ توسط Wayback Machine
درژوئن ۲۰۰۶، کنگره پرو از قبل این توافقنامه را تصویب نموده بود، و این پیمان تنها در انتظار تأیید از سوی کنگره ایالات متحده| کنگره آمریکا بود. فعلاً پرو در حال مذاکره جهت انعقاد توافقنامه تجاری با شیلی، مکزیک، سنگاپور و هندوستان است.
پرو با جامعه کشورهای آند، توافقنامه‌های آزاد تجاری دارد، که در کلمبیا، اکوادور، بولیوی و ونزوئلا تدوین شده است. پرو همچنین توافقنامه‌های آزاد تجاری با بسیاری از کشورهای مرکوسور و نیز تایلند داشته، و طی اجلاس اخیر اپک، پرو اعلام نموده در نظر دارد توافقنامه‌های آزاد تجاری با چین، ژاپن و کره جنوبی منعقد سازد.
همچنین پرو خواستار امضای یک توافق‌نامه تجاری با اتحادیه اروپا است. این مذاکرات بیشتر بازارهایی را توسعه می‌دهد که در آن‌ها محصولات پروئی معامله می‌شوند. پرو توانایی بالقوه‌ای برای صادرات فراورده‌های کشاورزی، منسوجات، پوشاک، کفش، مشتقات نفت، گاز طبیعی، مواد معدنی، و نیز ماهی و محصولات شیلات، جهانگردی، و کالاهای تولیدی دارد.
در سال ۲۰۰۵، صادرات پرو بالغ بر ۱۷٫۱ میلیارد دلار (آمریکا) ارزش داشتند (افزایش ۳۴٫۶٪ در مقایسه با سال ۲۰۰۴) و انتظار می‌رود در سال جاری این رشد به ۳۵٪، و در پایان سال۲۰۰۶، به ۲۳٫۵ میلیارد دلار برسد. بازارهای پرو با رشد ۶٫۶۷٪ در تمام بخش‌های (انرژی، ساختمان، بازرگانی، شیلات، تولید، جهانگردی، و غیره) همراه بوده (یکی از سریعترین نرخهای رشد در اقتصادهای بازاری در آمریکای جنوبی) و برنامه‌ریزی شده که به رشد ۷٪ برای سال ۲۰۰۶ برسد.
برای پنج سال بعد (تا سال ۲۰۱۰) دولت پرو بیش از ۱۰ میلیارد دلار در سرمایه‌گذاری خصوصی (هم داخلی و هم خارجی) در بخش‌های معادن و انرژی و نیز سرمایه‌هایی بالغ بر ۱۵ میلیارد دلار در بخش‌های دیگر همچون صنعت، بازرگانی، جهانگردی، شیلات و کشاورزی ثبت کرده است که رشد اقتصادی سالانه را در سطوح ۵٪ یا بیشتر حفظ خواهد نمود.
فقر در پرو بالا است، و سطح آستانه فقر به ۴۸٪ برای کل جمعیت می‌رسد.

## فرهنگ
همچون تاریخ غنی ملی‌اش، فرهنگ عمومی پروی معاصر حاصل همجوشی فرهنگ‌ها است، که اصولاً از میراث فرهنگی گروه‌های بومی و استعمارگران اسپانیایی و آفریقایی تشکیل شده است. این ترکیب فرهنگی در اثر کمک‌های دیگر گروه‌های مهاجر، به ویژه آسیایی‌ها و اروپایی‌های (غیر ایبریایی) غنی تر شده است.
مرتبط: مجسمه‌سازی و نقاشی پرو

## مردم
شرح نژادها:

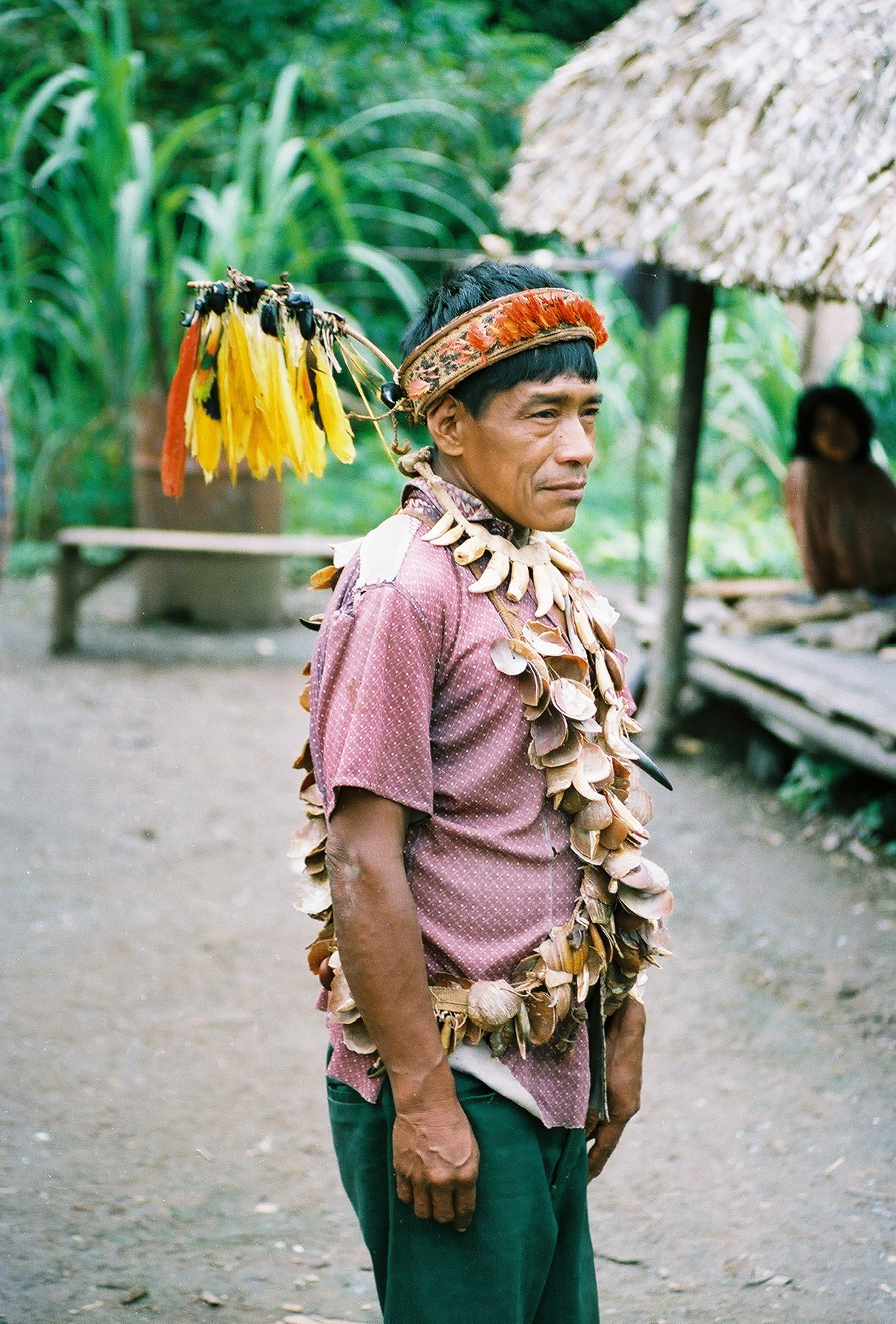
کاهن اورارینا، ۱۹۸۸

پرو یکی از سه کشور آمریکای لاتین دارندهٔ بزرگ‌ترین جمعیت سرخ‌پوست است؛ حدود ۴۵٪ از کل مردم پرو را سرخ‌پوستان تشکیل می‌دهند. بیشتر آن‌ها در کوه‌های آند جنوبی وجود دارند، اما بخش عمده‌ای از آن‌ها نیز در ساحل جنوبی و مرکزی هستند که به دلیل مهاجرتهای گسترده داخلی برای کار از نواحی دور آند به شهرهای ساحلی به ویژه لیما، طی چهار دهه گذشته به آنجا آمده‌اند. در حالی که کوه‌های آند «قلب» مردم بومی پرو است، منطقه آمازونیای این کشور تقریباً ۶۰٪ کل محدوده ملی پرو و بندرگاه‌ها و گروه عمده‌ای از دسته‌های بومی را که تنها از طریق تنازع بقا با هم رقابت می‌کنند، تشکیل می‌دهد. اما، این سرزمین‌های پست گرمسیری به‌طور پراکنده و نایکنواختی با جمعیت اشغال شده است.
دو گروه اصلی بومی و نژادی عبارتند از کوئچواس (متعلق به زیرگروه‌های گوناگون فرهنگی)، به همراه آیمارایی‌ها، که بیشتر در محدوده جنوبی کوه‌های آند یافت می‌شوند. نسبت فراوانی از جمعیت بومی که در سرزمین‌های مرتفع آند زندگی می‌کنند هنوز به زبان کوئچوا یا زبان آیمارائی تکلم می‌نمایند، و دارای سنتهای فرهنگی پرشوری هستند، که برخی از آن‌ها بخشی از قلمرو اینکا بوده، به شکلی قابل بحث پیشرفته‌ترین تمدن کشاورزی دنیا. در واقع، ده‌ها فرهنگ بومی نیز در سراسر کشور فراتر از کوه‌های آند و در خور آمازون پراکنده شده‌اند.
ناحیه آمازونی پرو به سرعت شهرنشین می‌شود. مراکز مهم شهری شامل ایکوئیتوس، ناوتا، پرتو مالدونادو، پوکالپا و یوریماگوآس می‌باشند. این ناحیه موطن مردم بومی متعددی است، اما آن‌ها نسبت فراوانی از کل جمعیت را تشکیل نمی‌دهند. نمونه‌هایی از مردم بومی مقیم در شرق پرو شامل شیپیبو، اورارینا، کوکاما، و آگوآرونا هستند که تعدادی از آن‌ها نامبرده شدند.
در سطح ملی، دورگه‌ها دومین بخش بزرگ جمعیت را با حدود ۳۷٪ کل آن، تشکیل می‌دهند. این اصطلاح اصولاً بیانگر مردمی مرکب از نوادگان اروپایی و سرخ‌پوست است، و بیشتر دورگه‌های پروئی از این ترکیب می‌باشند، اما نسل‌های دیگر (عمده تر ازهمه آفریقایی) نیز با درجات متغیر از بخش‌های دیگر جمعیت دورگه‌ها در پرو وجود دارد. بیشتر دورگه‌ها ساکنان شهری می‌باشند و می‌توان آن‌ها را در شهرهای بندری ساحل شمالی مشاهده نمود که نشانگر میراث توانمندتر اسپانیایی در ساحل مرکزی همچون منطقه لیما، ناحیه کاجامارکا، و نیز منطقه آرکوئیپا است.
حدود ۱۵٪ جمعیت به عنوان سفیدپوستان طبقه‌بندی می‌شوند، و بیشتر آن‌ها را کسانی که کریولوس خوانده می‌شوند، تشکیل می‌دهند؛ فرزندان نسبتاً درآمیخته‌نشدهٔ استعمارگران اسپانیایی. فرزندان ایتالیاییها و گروه کوچک دیگر آلمانی‌ها، یوگسلاوها و اروپاییان دیگر نیز بخش نسبتاً کوچکتری از کل جمعیت سفیدپوست را تشکیل می‌دهند. بیشتر کریول‌ها در شهرهای بزرگ زندگی می‌کنند، که معمولاً در شهرهای ساحلی شمالی تروجیو، چیکلایو، پیورا، و البته لیما متمرکز شده‌اند. تنها شهر جنوبی با جمعیت عمده سفیدپوست آرکوئیپا است. تا بخش (شهر) کاجامارکا و سن مارتین شمالی شهرهایی با نفوذ قوی اسپانیایی‌ها وجود دارند.
۳٪ باقی‌مانده جمعیت از اعقاب سیاه‌پوستان آفریقایی و نیز آسیایی‌تبارها هستند. پرویی‌های آفریقایی‌تبار، میراثی از تاریخ پرو به عنوان واردکننده بردگان طی دوره استعماری به‌شمار می‌آیند. امروزه دورگه‌های آفریقایی-اروپایی و همچنین زامبوزها (دورگه‌های آفریقایی-سرخ‌پوست) بخش مهمی از جمعیت را تشکیل داده‌اند، به ویژه درمناطق پیورا، تومبس، لامبایکوئه، لیما و ایکا.
جمعیت آفریقایی- پروئی بیشتر در شهرهای کرانه‌ای جنوب لیماف همچون متمرکز شده‌اند که در ناحیه ایکا، در شهرهایی نظیر کانیه ته، چینچا، ایکا، نازکا و آکاری در مرز با ناحیه آرکوئیپا یافت می‌شوند. بخش بزرگ دیگر اما بسیار فقیر از حضور آفریقایی- پروئی در مناطق «یونگا» (غرب و درست در زیر رشته‌کوه آند در شمال پرو) قرار دارند جایی که تولید نیشکر، لیمو و انبه هنوز از اهمیت برخوردار است، و آن پیورا و لامبایکو می‌باشد. اجتماعات مهمی از آن‌ها در سراسر ایالت موروپان، همچون در شهر چولوکاناس، و بخش یاپاترا از همان شهر، و حتی بخش‌های کشاورزی کوچکتر نظیر پابوریا لاماتانزا و نیز حتی ناحیه کوهستانی نزدیک چانچاکو وجود دارد. بیشتر در جنوب، شهر استعماری زانیا یا بخش‌های کشاورزی همچون کاپوته و تومان در لامبایکو نیز نواحی مهمی از حضور آفریقایی- پرویی‌ها هستند.
همچنین در پرو، حضور گستردهٔ آسیایی‌ها، عمدتاً ژاپنی و چینی، به چشم می‌خورد که شمارشان نسبت به کل جمعیت، بزرگ‌ترین مجموعهٔ این افراد در کشورهای آمریکای لاتین هستند.
پرو پس از برزیل دومین جمعیت بزرگ از اعقاب ژاپنی‌ها را در آمریکای لاتین و بیشترین جمعیت اعقاب کانتونی‌ها (از فلات چین) را در آن دارا می‌باشد. جوامع تاریخی که مردم نسل چینی در آن سکونت یافته‌اند در سراسر بخش فوقانی آمازون در پرو، و از جمله شهرهایی نظیر یوریماگوآس، نایوتا، ایکوئیتوس، و ساحل مرکزی شمال (لامبایکوئه و تروجیلو) یافت می‌شوند. در مقایسه با جامعه ژاپنی در پرو، چینی‌ها ظاهراً از زمانی که وارد کار در شالیزارها در طی قیمومیت پرو (نایب السلطنه بودن) شده و با برده‌های آفریقایی در طول زمان لغو برده داری شده‌اند، بیشتر با خود ازدواج‌های درون‌قومی داشته‌اند.

### عقیم‌سازی اجباری
در دهه نود در پرو صدها هزار زن به بهانه مبارزه با فقر به زور عقیم شدند. عقیم‌سازی اجباری سیاستی بود که آلبرتو فوجیموری، رئیس‌جمهوری مستبد پرو در دهه نود با بودجه ۳۶ میلیون دلاری دولت ایالات متحده در پیش گرفت. ۳۰۰ هزار زن و ۳۰ هزار مرد عقیم شدند. توجیه این سیاست «مبارزه با فقر» بود که بیش از همه متوجه اقلیت سرخپوست پرو می‌شد که پیشاپیش در حق‌شان تبعیض می‌شد.
گروهی از این قربانیان هم‌چنان به دنبال گرفتن خسارت از دولت برای صدماتی هستند که این سیاست بر آنها وارد کرده است. اگرچه این سیاست نقض شدید حقوق بشر به‌شمار می‌رود اما دولت پرو اعتراض این زنان و حق آنان برای گرفتن خسارت را به رسمیت نمی‌شناسد و پزشکانی که آن زمان در پروژه عقیم‌سازی دست داشتند، هنوز هم به عنوان پزشک مشغول به کارند.

## زبان
زبان‌های رسمی پرو زبان اسپانیایی و طبق قانون اساسی ۱۹۹۳ پرو، زبان‌های سرخ‌پوستی همچون کوئچوا، آیمارا و دیگر موارد نظیر زبان‌های بومی که در این ناحیه غالب است، می‌باشند. امروزه، ۸۰٫۳٪ جمعیت پرو به زبان اسپانیایی تکلم می‌کنند، و این زبانی است که از سوی دولت، رسانه‌ها، و نیز در آموزش و بازرگانی رسمی استفاده می‌شود. تلاش‌های فزاینده و سازمان یافته‌ای برای تدریس کوئچوا در مدارس عمومی در نواحی که به این زبان (کوئچوایی) تکلم می‌شود، صورت گرفته است.
طبق منابع رسمی، کاربرد زبان اسپانیایی در حالی افزایش یافته که دانستن و استفاده از زبان‌های بومی به‌طور چشمگیری طی چهار دهه اخیر (۲۰۰۰–۱۹۶۰) کاهش یافته است. در آغاز دهه ۱۹۶۰، حدود ۳۰٪ از کل جمعیت پرو به عنوان متکلمین به زبان‌های بومی ثبت شده بودند، اما از دهه ۱۹۹۰، ارقام، افت چشمگیری را در کاربرد زبان‌های کوئچوا، آیمارا و دیگر زبان‌های بومی نشان می‌دهد در حالی که تنها ۲۸٪ آن‌ها به عنوان صحبت‌کننده به زبان کوئچوا (۱۶٪ از آن‌ها دوزبانه با زبان اسپانیایی گزارش شده‌اند) ثبت شده و متکلمین زبان اسپانیایی تا ۷۲٪ افزایش یافته‌اند.
برای سال۲۰۰۵، ارقام دولتی، جایگاه زبان اسپانیایی را برای تکلم به آن برابر با ۸۰٪ کل جمعیت ذکر کرده، اما در میان زبان‌های سرخ‌پوستی نیز کاهش (کاربرد) به ثبت رسیده است. کوئچوا از میان زبان‌های بومی، بیشترین گویش‌گران را دارد، و حتی امروزه توسط ۱۶٪ از کل جمعیت پرو استفاده می‌شود، یا به عبارتی یک سوم کل جمعیت بومی پرو. تعداد گویش‌گران زبان آیمارا و دیگر زبان‌های بومی در جایگاه ۳٪ و زبان‌های خارجی ۰٫۲٪ قرار می‌گیرد.
افت شدید کاربرد و دانستن زبان‌های بومی به‌طور گسترده‌ای به عوامل جمعیت‌شناسی اخیر نسبت داده می‌شود. شهرنشینی و سازگاری جمعیت سرخ‌پوست پرو با فرهنگ هیسپانی-دورگه، و نیز عوامل جدید اجتماعی اقتصادی به همراه ساختار طبقاتی، به کاربرد زبان اسپانیایی این امتیاز را در گستره زبان‌های سرخ‌پوستی داده که که نسبت به قرن گذشته کمتر توسط اکثریت جمعیت تکلم شود.
مانع اصلی برای استفاده هرچه بیشتر از زبان کوئچوا این واقعیت است که گویش‌های چندگانه‌ای از این زبان وجود دارد. نوسانات در میان این گویش‌های کوئچوایی که به -عنوان مثال- تفاوت‌هایی در بین زبان‌های اسپانیایی، پرتغالی و ایتالیایی در ادا کردن تلفظ آن‌ها به وجود می‌آورد.
کوئچوا در کنار آیمارا و دیگر زبان‌های فرعی بومی، اصولاً و اساساً به عنوان یک زبان شفاهی باقی می‌ماند؛ بنابراین، نوعی فقدان رسانه‌های جدید برای کاربرد آن وجود دارد: مثلاً کتاب‌ها، روزنامه‌ها، نرم‌افزار، مجلات، ژورنال‌های فنی و غیره. اما، سازمان‌های غیردولتی نیز به عنوان گروه‌های مسئول کشوری در پروژه‌هایی برای ویرایش و ترجمه آثار اصلی به زبان کوئچوایی شرکت می‌کنند؛ مثلاً، در اواخر سال۲۰۰۵ یک نسخه عالی از دون کیشوت به زبان کوئچوایی ارائه شد.
درصد گویشوران بومی به زبان کوئچوا که بیسواد بوده‌اند اخیراً کاهش یافته است، زیرا که ۸۷٪/۸۶ از جمعیت پرو باسواد هستند. جالبتر آنکه، نرخ باسوادی سراسری کشور در بین جوانان بین ۱۵تا۲۴ سال ۸٪–۹۶ است.

## ورزش‌ها
فوتبال: رایجترین ورزش پرو فوتبال (انگلیسی) است و پرو در جام جهانی این چنین ظاهر شده است: ۱۹۳۰، ۱۹۷۰ (یک چهارم نهایی)، ۱۹۷۸ (یک چهارم نهایی)، ۱۹۸۲ و دو جام یادبود کوپا آمریکا. بیشتر جمعیت پرو مسابقات جام جهانی را از طریق تلویزیون دنبال می‌کنند. اسطوره‌های فوتبال از پرو عبارتند از هوگو سوتیل، چزار کوتو، روبرتو چاله، خوزه چومپیتاز، پرسی روجاس، خوآن کارلوس اوبلیتاس و تئوفیلو کوبیلاس: که بهترین مهاجم در فینال جام‌های جهانی با ۱۰ گل زده است. تیم ملی کشور پرو با اینکه در جام جهانی ۲۰۱۸ حضور داشت در جام جهانی ۲۰۲۲ با حضور در پلی آف جهانی و باخت در پنالتی‌ها توسط استرالیا از صعود به جام جهانی جاماند
بازیکنان سرشناس فعلی آن عبارتند از دفاع میانی نولبرتو سولانو (در تیم نیوکاسل یونایتد)، و مهاجمانی همچون کلودیو پیزارو (اف سی. بایرن مونیخ)، خوزه پائولو گوئررو (اس وی. هامبورگ) و جفرسون فارفن (پی‌اس‌وی آیندهوون).
تیم‌های دانشکده ورزش، آلیانزای لیما، اسپورتینگ کریستال، و سینسیانو بزرگ‌ترین تیم‌ها در پرو هستند. در سال ۲۰۰۳، سینسیانو با شکست دادن باشگاه آرژانتینی ریورپلاته، جام آمریکای جنوبی| کوپا سود آمریکا را برد، و سپس توانست در سوپرجام میامی، قدرت خانگی آمریکای جنوبی بوکاجونیورز از آرژانتین را نیز شکست دهد.
 تکواندو: خوآن کارلوس گامارا، برنده مدال نقره سیزدهمین دوره مسابقات آمریکای جنوبی، آرکوئیپای، پرو۱۹۹۷. دارنده مدال برنز یازدهمین دوره قهرمانی تکواندو پان آمریکن، لیمای پرو۱۹۹۸. نفر نوزدهمین در رتبه‌بندی مردان جهان (سبک‌وزن و وزن سنگین)، ۲۰۰۱. دانده مدال طلای مسابقات آزاد آمریکا، ایالات متحده۲۰۰۲. عضو
موزه مشاهیر فدراسیون جهانی تکواندو، سئول کره جنوبی.
 والیبال : والیبال زنان از ورزش‌های رایج دیگر است (مدال نقره در بازی‌های المپیک سئول ۱۹۸۸، مقام نائب قهرمانی جهان در ۱۹۸۲ و ۱۲ بار قهرمانی آمریکای جنوبی).
موج‌سواری: فلیپه پومار، مقام دوم قهرمانی موج‌سواری جهان، پرو۱۹۶۵، سوفیا مولانوویچ، قهرمان جهانی موج‌سواری زنان جهان در سال۲۰۰۴و ۲۰۰۵.
قایقرانی: پرو تنها کشور منطقه است که ۶ سال متوالی برنده جام جهانی در گروه «خورشید ماهی» شده است. افزون براین، پرو جام‌های قهرمانی آمریکای مرکزی، آمریکای جنوبی و کارائیب را در همان دسته برده است. در گروه آپتیمیست (خوشبین)، در یک «مسابقه تیمی» سه بار در سال‌های ۱۹۹۷، ۱۹۹۸ و ۱۹۹۹ قهرمان جهان شده است.
 تیراندازی: تیراندازان پروئی ۳ مدال از مجموع ۴ مدال بازی‌های المپیک| المپیک را احراز نمودند. ادوین واسکوئز تنها برنده پروئی مدال طلا در بازی‌های المپیک ۱۹۴۸ بود، در حالی که فرانچسکو بوزا (۱۹۸۴ لوس آنجلس)، و خوآن جی‌ها (۱۹۹۲بارسلونا) هردو برندگان مدال نقره بودند.
 تنیس: لوئیز هورنا و جائیم یزاگا مشهورترین تنیس بازان پروئی هستند. عضو موزه مشاهیر تنیس و برنده جام دیویس و ویمبلدون، الساندرو اولمدو در پرو متولد شده ولی برای آمریکا بازی می‌کند.
پالتا فرانتون:

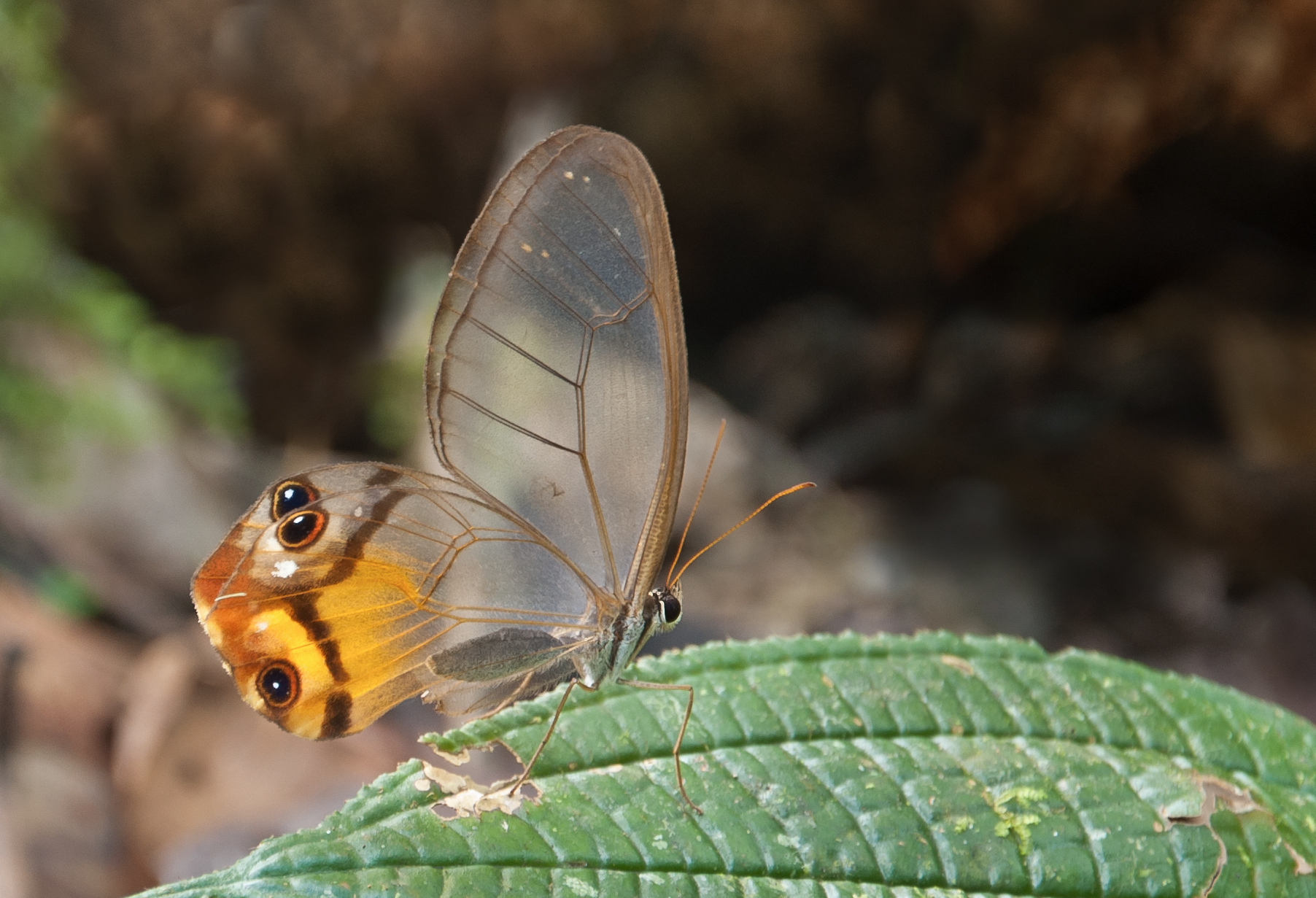
روح کهربایی پروانه‌ای که در پرو زندگی می‌کند.

پالتا فرانتون یک ورزش متولد شده در لیما در سال ۱۹۴۵ در باشگاه «رگاتاز لیما» است. این ورزش دارای ریشه‌هایی در «پلوتا واسکا» است که توسط فاتحین اسپانیایی آورده شده است و نوع خانگی «پلوتا مانو» آن به اشتباه در آن زمان به دلیل نفوذ انگلیس «هندبال» نامیده می‌شد.
پالتا فرانتون با یک میله چوبی، گرافیتی یا کربنی و یک توپ سیاه پلاستیکی بازی می‌شود. زمین بازی شامل یک دیوار بتونی به ارتفاع ۵ متر و پهنای ۶ متر با خطوطی بر روی آن است که محدوده زمین بازی را مشخص می‌کند و همچون تنیس نواحی دریافت توپ را معلوم می‌سازد.

## ترابری
پرو دارای یک شبکه بزرگراه‌های ملی است که توسط «وزرات راه و ترابری» (وزارت ترابری و ارتباطات) یک سازمان دولتی اداره می‌شود. بزرگراه پان-امریکن مهم‌ترین آزادراه پرو است، که نقاط شمال و جنوب کشور و نیز پرو را از شمال به اکوادور و از جنوب به شیلی متصل می‌کند.

## کشاورزی
بر اساس گزارش فائو، پرو دارای ۲۳٬۶۸۷٬۰۰۰ هکتار زمینهای قابل کشت و ۷۳ میلیون هکتار اراضی جنگلی است.